# (73629) 4303 T-3
(73629) 4303 T-3 – planetoida z pasa głównego asteroid okrążająca Słońce w ciągu 5,34 lat w średniej odległości 3,05 j.a. Odkryta 16 października 1977 roku.